# Henrik Stehlik

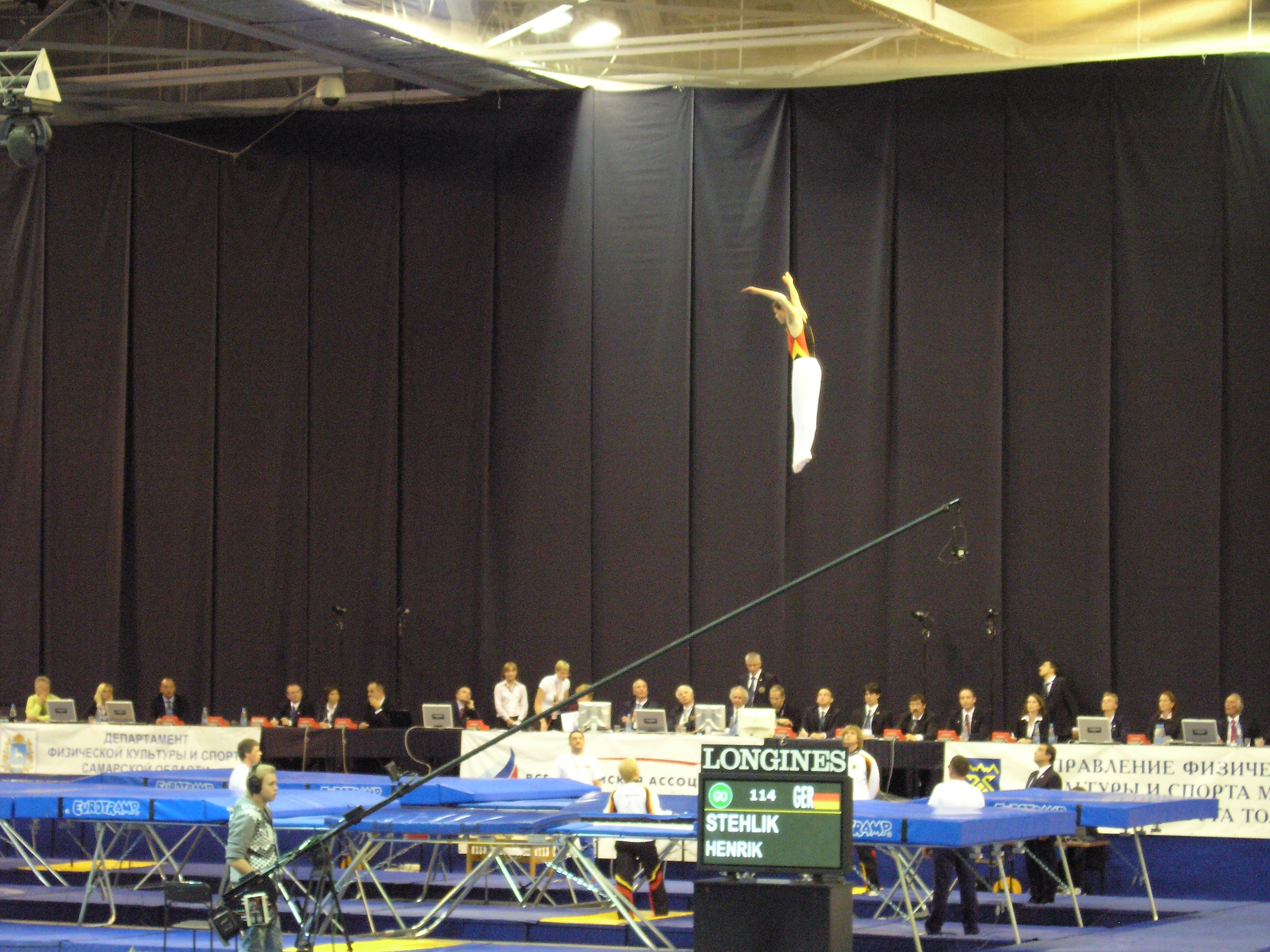
Henrik Stehlik im World-Cup-Finale 2008 in Togliatti

Henrik Stehlik (* 29. Dezember 1980 in Salzgitter) ist ein ehemaliger deutscher Trampolinturner. Sein Heimatverein ist die TGJ Salzgitter.
Seine größten Erfolge waren der Gewinn der Weltmeisterschaft 2003 und der dritte Platz bei den Olympischen Spielen 2004. Für die Bronzemedaille erhielt er am 16. März 2005 das Silberne Lorbeerblatt.
Im Deutschen Olympischen Sportbund (DOSB) vertrat er als gewähltes persönliches Mitglied die aktiven Sportler seit dessen Gründung im Mai 2006.

## Erfolge
- 1999 WM in Sun City: 2. Platz Mannschaft
- 2000 World-Cup-Finale Dessau: 3. Platz Einzel
- 2001 WM 2. Platz Mannschaft und Synchron (mit Michael Serth)
- 2002 EM 1. Synchron (mit Markus Kubicka),
- 2003 WM Weltmeister Einzel und Mannschaft
- 2004 Olympische Spiele in Athen: 3. Einzel
- 2004 EM: 1. Mannschaft,
- 2005 World Games: 1. Synchron (mit Michael Serth)
- 2005 Sportler des Jahres in Niedersachsen
- 2006 EM 1. Platz Mannschaft